# NGC 6834
NGC 6834是一個年輕的疏散星團，距離太陽大約10,850光年，坐落在天鵝座。它是英-德天文學家威廉·赫歇爾於1784年7月17日發現的。這個星團由於星際塵埃的消光，其亮度降低了2.1星等，使其視星等降為7.8。一半的星團成員位於6′的角半徑範圍內。
這個星團的川普勒分類為II 2 m，表明它的恆星數量中等（m），亮度範圍適中（2），恆星向中心集中的密度很小（II）。它的成員恆星大約有260顆，年齡大約是6,500萬年， 然而估計是介於5,000萬至8,000萬年之間。在星團中已經檢測到15顆B型變星，其中有4顆是Be星。星團成員有5顆顯示出Hα發射線，還有一顆仙后座γ型和兩顆波江座λ型變星。

## 外部連結
- 维基共享资源上的相關多媒體資源：NGC 6834